# Университет Крэндалла
Университет Крэндалла (англ. Crandall University) расположен в городе Монктон провинции Нью-Брансуик, Канада.

## История
Частный баптистский университет был основан объединением баптистских церквей Атлантической Канады (Convention of Atlantic Baptist Churches) в 1949 году как объединенная баптистская школа по изучению Библии (United Baptist Bible Training School), которая два десятка лет специализировалась на программах для религиозного обучения в старших классах школы. В 1968 году акценты в обучении были перенесены на послешкольное образование, что отразилось в смене названия на Атлантический баптистский колледж в 1970 году. В 1996 году законодательное собрание Нью-Брансуика приняло акт, по которому учебное заведение получило статус университета. В 2009 году объединение баптистских церкей приняло решение переименовать университет и назвать его в честь преподобного Джозефа Крэндалла, патриарха баптистской общины Нью-Брансуика.

## Миссия
«Quality university education firmly rooted in the Сhristian faith».